# Перт-Андовер
Перт-Андовер (англ. Perth-Andover) — село в Канаді, у провінції Нью-Брансвік, у складі графства Вікторія.

## Населення
За даними перепису 2016 року, село нараховувало 1590 осіб, показавши скорочення на 10,6%, порівняно з 2011-м роком. Середня густина населення становила 177,3 осіб/км².
З офіційних мов обидвома одночасно володіли 190 жителів, тільки англійською — 1 305. Усього 15 осіб вважали рідною мовою не одну з офіційних, з них 5 — одну з корінних мов.
Працездатне населення становило 49% усього населення, рівень безробіття — 11,4%.
Середній дохід на особу становив $32 228 (медіана $26 389), при цьому для чоловіків — $33 756, а для жінок $31 120 (медіани — $32 299 та $23 328 відповідно).
34,3% мешканців мали закінчену шкільну освіту, не мали закінченої шкільної освіти — 18,3%, 47% мали післяшкільну освіту, з яких 32,2% мали диплом бакалавра, або вищий.
| Статево-вікова структура населення | Статево-вікова структура населення | Статево-вікова структура населення | Статево-вікова структура населення | Статево-вікова структура населення |
| ---------------------------------- | ---------------------------------- | ---------------------------------- | ---------------------------------- | ---------------------------------- |
|                                    |                                    |                                    |                                    |                                    |
| Всього                             | Всього                             | 43,7%56,3%                         |                                    |                                    |
| 0 — 14 років                       | 0 — 14 років                       |                                    | 14,1%                              | 14,1%                              |
| 15 — 64 років                      | 15 — 64 років                      |                                    | 56,4%                              | 56,4%                              |
| 65 і більше                        | 65 і більше                        |                                    | 29,5%                              | 29,5%                              |
| 85 і більше                        | 85 і більше                        |                                    | 5,6%                               | 5,6%                               |
| Середній вік (років)               | Середній вік (років)               | 44,450,3                           | 47,7                               | 47,7                               |
| Медіана (років)                    | Медіана (років)                    | 48,153,7                           | 51,4                               | 51,4                               |
| — чоловіки — жінки                 |                                    |                                    |                                    |                                    |

| Походження мешканців:     | Походження мешканців:     | Походження мешканців: | Походження мешканців: | Походження мешканців: |
| ------------------------- | ------------------------- | --------------------- | --------------------- | --------------------- |
| Походження                |                           |                       | осіб                  | %                     |
| Корінні американці        | Корінні американці        |                       | 110                   | 7.36%                 |
| Інше північноамериканське | Інше північноамериканське |                       | 840                   | 56.19%                |
| Європейське               | Європейське               |                       | 1 040                 | 69.57%                |
| британське                | британське                |                       | 930                   | 62.21%                |
| французьке                | французьке                |                       | 270                   | 18.06%                |
| Латинськоамериканське     | Латинськоамериканське     |                       | 10                    | 0.67%                 |
| Карибське                 | Карибське                 |                       | 10                    | 0.67%                 |
| Азійське                  | Азійське                  |                       | 10                    | 0.67%                 |

## Клімат
Середня річна температура становить 3,8°C, середня максимальна – 22,8°C, а середня мінімальна – -18,8°C. Середня річна кількість опадів – 1 051 мм.
| Клімат поселення                              | Клімат поселення | Клімат поселення | Клімат поселення | Клімат поселення | Клімат поселення | Клімат поселення | Клімат поселення | Клімат поселення | Клімат поселення | Клімат поселення | Клімат поселення | Клімат поселення | Клімат поселення |
| Показник                                      | Січ.             | Лют.             | Бер.             | Квіт.            | Трав.            | Черв.            | Лип.             | Серп.            | Вер.             | Жовт.            | Лист.            | Груд.            |                  |
| Середній максимум, °C                         | −6,43            | −4,76            | 1,30             | 8,90             | 16,63            | 21,61            | 22,76            | 21,60            | 16,47            | 10,36            | 3,96             | −4,26            |                  |
| Середня температура, °C                       | −12,63           | −10,95           | −4,9             | 2,69             | 10,43            | 15,40            | 18,60            | 17,43            | 12,30            | 6,19             | −0,22            | −8,43            |                  |
| Середній мінімум, °C                          | −18,83           | −17,17           | −11,11           | −3,51            | 4,23             | 9,20             | 14,42            | 13,26            | 8,13             | 2,02             | −4,39            | −12,61           |                  |
| Норма опадів, мм                              | 83               | 61               | 72               | 70               | 91               | 88               | 111              | 103              | 98               | 87               | 96               | 91               |                  |
| Середньомісячна швидкість вітру, м/с          | 3.88             | 3.95             | 4.19             | 4.00             | 3.80             | 3.40             | 3.09             | 3.00             | 3.30             | 3.68             | 3.84             | 3.84             |                  |
| Середньомісячна сонячна радіація, кДж/м²·день | 5112             | 8375             | 12212            | 15801            | 18519            | 20394            | 19716            | 17385            | 12841            | 7891             | 4723             | 3956             |                  |
| --------------------------------------------- | ---------------- | ---------------- | ---------------- | ---------------- | ---------------- | ---------------- | ---------------- | ---------------- | ---------------- | ---------------- | ---------------- | ---------------- | ---------------- |
| Джерело:                                      |                  |                  |                  |                  |                  |                  |                  |                  |                  |                  |                  |                  |                  |